# Vivier-au-Court
Vivier-au-Court ist eine französische Gemeinde mit 2811 Einwohnern (Stand 1. Januar 2022) im Département Ardennes in der Region Grand Est. Sie liegt jeweils zehn Kilometer östlich von Charleville-Mézières und westlich von Sedan. Bis in die 1970er-Jahre war der Ort ein Zentrum der Gießerei-Industrie Nordostfrankreichs. Heute existiert noch die 1927 gegründete La Fonte Ardennaise mit einem Jahresumsatz von 83 Millionen Euro.

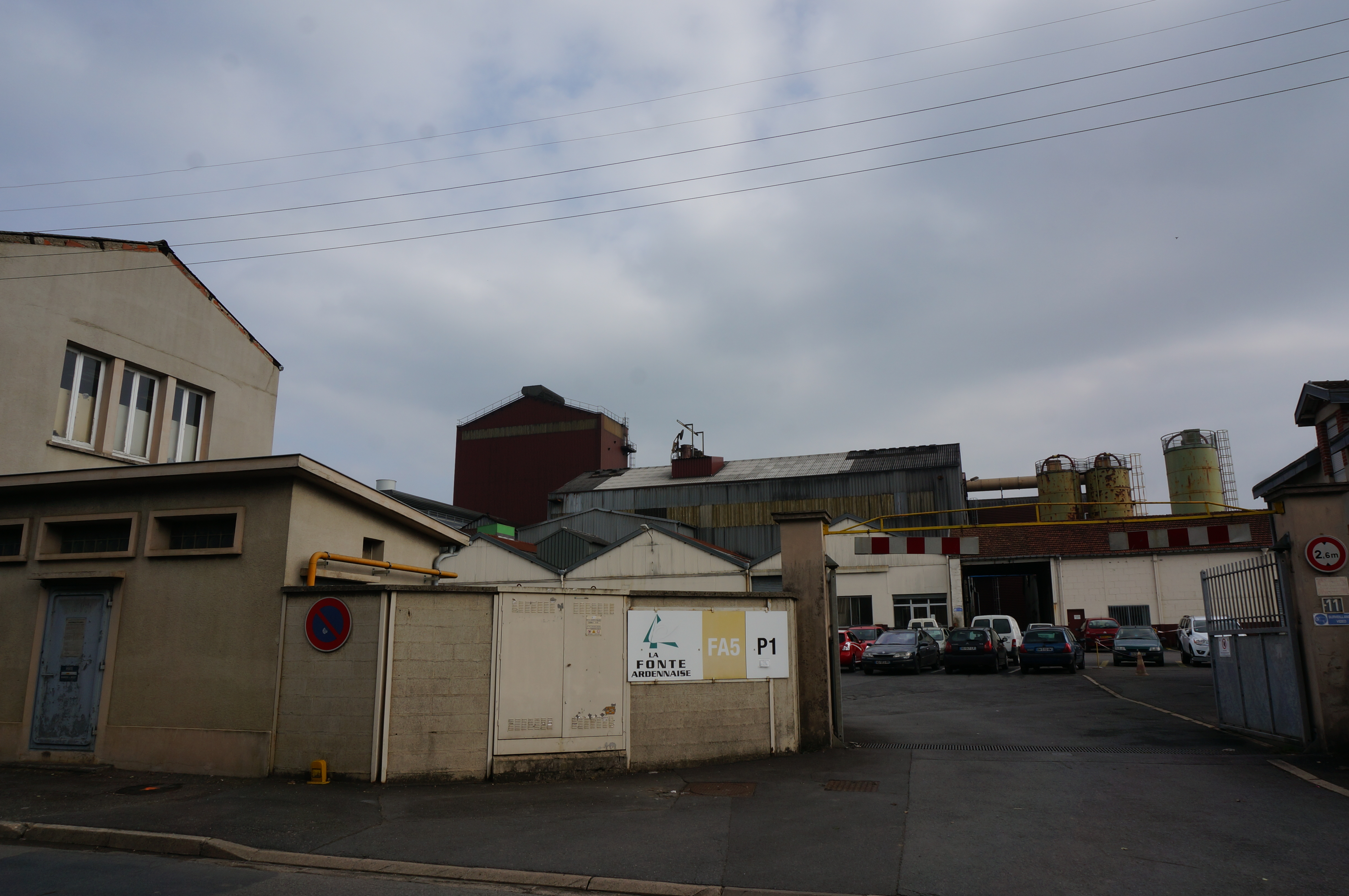
La Fonte Ardennaise

## Bevölkerungsentwicklung
| Jahr                      | 1962 | 1968 | 1975 | 1982 | 1990 | 1999 | 2008 | 2014 |
| ------------------------- | ---- | ---- | ---- | ---- | ---- | ---- | ---- | ---- |
| Einwohner                 | 2491 | 3121 | 3137 | 3472 | 3488 | 3298 | 3392 | 3034 |
| Quelle: Cassini und INSEE |      |      |      |      |      |      |      |      |